# Liste der Naturdenkmale in Gemünden (Felda)
Die Liste der Naturdenkmale in Gemünden (Felda) nennt die im Gebiet der Gemeinde Gemünden (Felda) im Vogelsbergkreis in Hessen gelegenen Naturdenkmale.
| Bild | Bezeichnung                   | Ortsteil, Lage                            | Beschreibung       | Art | Nr.     |
| ---- | ----------------------------- | ----------------------------------------- | ------------------ | --- | ------- |
| BW   | Heinzemann am Heinzemannskopf | Ehringshausen 50° 42′ 3″ N, 9° 6′ 36,1″ O | Basanitfelsklippe. |     | 5.015.2 |

## Ehemalige Naturdenkmale
| Bild | Bezeichnung    | Ortsteil, Lage                                 | Beschreibung | Art        | Nr.     |
| ---- | -------------- | ---------------------------------------------- | --- | ---------- | ------- |
| BW   | Die Siechlinde | Nieder-Gemünden 50° 41′ 27,3″ N, 9° 3′ 14,6″ O | Am 21.02.2025 ohne Fremdeinwirkung aufgrund von Pilzbefall und Holzzersetzung im Stammfußbereich umgestürzt. Ehemaliger Einzelbaum auf einer kleinen Grünanlage unweit der Straße im Ortsrandbereich von Nieder-Gemünden. Höhe 28,5 m, Umfang 5,15 m. | Einzelbaum | 5.016.1 |